# Olimp-Uniwersytet Kamieniec Podolski
Olimp-Uniwersytet Kamieniec Podolski (ukr. Футбольний клуб «Олімп-Університет» Кам'янець-Подільський, Futbolnyj Kłub „Olimp-Uniwersytet” Kamjaneć Podilśkyj) – ukraiński klub piłkarski z siedzibą w Kamieńcu Podolskim, w obwodzie chmielnickim.

## Historia
Chronologia nazw:
- 1954—1989: Burewisnyk Kamieniec Podolski (ukr. «Буревісник» Кам'янець-Подільський)
- 199?—2000: Pedinsytut Kamieniec Podolski (ukr. «Педінститут» Кам'янець-Подільський)
- 2000—2002: Obołoń-Uniwersytet Kamieniec Podolski (ukr. «Оболонь-Університет» Кам'янець-Подільський)
- 2003: Olimp Kamieniec Podolski (ukr. «Олімп» Кам'янець-Подільський)
- 2004—...: Olimp-Uniwersytet Kamieniec Podolski (ukr. «Олімп-Університет» Кам'янець-Подільський)

Drużyna piłkarska Burewisnyk została założona w mieście Kamieniec Podolski w 1954 roku i reprezentowała miejscowy Instytut Pedagogiczny. W latach 1954–1959 oraz 1980-1987 ciągłe zdobywała mistrzostwo obwodu.
Od 1960 roku organizowano baraże o prawo gry w Klasie B Mistrzostw ZSRR pomiędzy drużyną obwodu, która zajęła najniższą pozycję z klasy B a najlepszą drużyną mistrzostw obwodu (z wyjątkiem drużyn Klasy B z miejsc 1-3 w swojej grupie). W 1965 jako mistrz obwodu w barażach przegrał 0:1, 0:2 z Dynamem Chmielnicki, który występował w Klasie B.
Zespół występował również pod nazwami Pedinsytut, Obołoń-Uniwersytet i Olimp. W 2004 roku klub przyjął nazwę Olimp-Uniwersytet.

## Sukcesy

### Ukraina
- Mistrzostwa Ukraińskiej SRR:

wicemistrz: 1958 (gr.I)

## Inne
- Podilla Kamieniec Podolski
- Ratusza Kamieniec Podolski
- Impuls Kamieniec Podolski
- Cementnyk Kamieniec Podolski
- Dynamo Kamieniec Podolski
- Adwis Chmielnicki
- Podilla Chmielnicki
- Temp Szepietówka